# I still believe 〜ため息〜
「I still believe 〜ため息〜」（アイ スティル ビリーブ ためいき）は、滴草由実の8枚目のシングル。

## 概要
約1年3か月振りの作品発表となった。自身初（ビーイングとしても初の試みである）の書き下ろし絵本『ためいき』と同梱での発売となった。絵本同梱でのCDマーケティング発売となるのは大塚愛以来のことである。
タイトル曲である「I still believe 〜ため息〜」は、自身初のテレビアニメタイアップ曲となり、CD発売より1週間早く5月23日からiTunes Storeにて先行配信された。ファルセットで歌われる「haa..」のハミング部分はため息を表しているというなど、楽曲の世界観にこだわりをもって制作されている。また、カップリングにはミニー・リパートンの代表曲「Lovin' You」をカバーしている。
もともとはZAIN RECORDSより発売される予定（当初のCD番号はZACL-4005）であったが、制作途中の段階でNORTHERN MUSICへと移籍したため、現在のCD番号に改められた。なお、この作品は本人のNORTHERN MUSICへの移籍第1弾シングルであると同時に、NORTHERN MUSICレーベル自体の第1号リリース作品にもなった。

## 収録曲
1. I still believe 〜ため息〜
作詞：滴草由実　作曲・編曲：徳永暁人
  - 読売テレビ・日本テレビ系全国ネットアニメ『名探偵コナン』エンディングテーマ
  - チバテレビ制作UHF32局ネット『MU-GEN 〜Music Generations〜』2007年5月度エンディングテーマ
2. Wonderful World
作詞：滴草由実　作曲：三好誠　編曲：徳永暁人
3. Lovin' You
作詞・作曲：Richard Rudolph & Minnie Riperton　編曲：Jahah
4. I still believe ～ため息～ (Instrumental)

## 収録アルバム
- THE BEST OF DETECTIVE CONAN 3 〜名探偵コナン テーマ曲集3〜（#1）
- THE PAINTED SOUL（#1）
- ＃10 story 〜Best of Yumi Shizukusa〜（#1）

| テレビアニメ『名探偵コナン』エンディングテーマ 2007年5月7日 - 2007年9月3日 |                                         |                                                |
| 前作: 倉木麻衣 『白い雪』                                                  | 滴草由実 『I still believe 〜ため息〜』 | 次作: GARNET CROW 『世界はまわると言うけれど』 |